# 10 Tauri
10 Tauri (10 Tau / HD 22484 / HR 1101 / Gliese 147) es una estrella en la constelación de Tauro de magnitud aparente +4,28. Se encuentra a 45 años luz del sistema solar.
La estrella conocida más cercana a ella es GJ 3237, distante 3,08 años luz.
10 Tauri es una estrella blanco-amarilla de tipo espectral F9IV-V, clasificación estelar que la sitúa entre una subgigante y una enana amarilla. Parece ser una estrella evolucionada a punto de abandonar la secuencia principal; consecuentemente es una estrella antigua, cuya edad estimada es de 5300 ± 1000 millones años.
Con una temperatura efectiva de 5996 K, es unas 3 veces más luminosa que el Sol.
Su radio es un 35% más grande que el radio solar y gira sobre sí misma con una velocidad de rotación proyectada de 4,5 km/s.
Su masa excede en un 15% a la masa solar y muestra una metalicidad ligeramente inferior a la de nuestra estrella ([Fe/H] = -0,045).
Sus características físicas la hacen muy semejante a Zavijava (β Virginis) y, al igual que ésta, se encuentra entre los objetivos prioritarios del proyecto Terrestrial Planet Finder para la búsqueda de planetas terrestres.
El exceso de emisión infrarroja detectado en 10 Tauri sugiere la existencia de un disco circunestelar rodeando la estrella. El disco de polvo puede tener unas 4,3 UA de radio y una temperatura de 142 K.